# Pseudogobiopsis tigrellus
Pseudogobiopsis tigrellus (Synonym: Gobius tigrellus) ist eine Fischart aus der Unterfamilie der Zwerggrundeln (Gobionellinae) innerhalb der Familie der Oxudercidae. Sie kommt in Westneuguinea vor.

## Merkmale
Pseudogobiopsis tigrellus erreicht eine Standardlänge von 21,0 bis 25,5 mm. Es gibt zwei Rückenflossen mit je 10 Flossenstrahlen, 6 bis 7 Afterflossenstrahlen, zwei Brustflossen mit 14 bis 16 Flossenstrahlen und 17 segmentierte Schwanzflossenstrahlen. Der Kopf und der Körper sind transparent perlgrau mit 12 bis 14 schmalen, schwarzen, senkrechten Streifen an den Körperseiten und an der hinteren Kopfhälfte. Der Rücken zeigt kurze schwarze Linien und Flecken. Der vordere Rückenabschnitt hat unregelmäßige schwarze Flecken und Linien. Die Körperseiten sind durch orangefarbene und rosa-goldfarbene Sprenkel charakterisiert, die zwischen den senkrechten Streifen am ausgeprägtesten sind. An den Kopfseiten befinden sich zwei schräge schwarze Linien, die am unteren Augenrand über die Wangen verlaufen. Der Kiemendeckel zeigt hinten eine senkrechte schwarze Binde und vorne zwei schwarze Flecken. Der Bereich zwischen den Augen und das Maul hat unregelmäßige schwarze Linien und Flecken. Die Iris ist silber. Die Lippenspitzen sind stumpf gelblich mit dunklen Flecken. Die Rückenflossen sind transparent gelblich-weiß mit schwarzen Flecken. Bei den Männchen haben die Rückenflossen 5 bis 6 unregelmäßige Linien und bei den Weibchen 4 schwarze unregelmäßige Linien mit einem breiten schwarzen Saum und einem dichten schwarzen Doppelfleck am Hinterrand. Die Schwanzflosse ist transparent mit 8 bis 10 senkrechten schwarzen Linien. Die Schwanzflossenstrahlen sind gelblich. Die Afterflosse ist weißlich-gelb. Die Bauchflosse und die Brustflossen sind transparent.

## Verbreitung und Lebensraum
Pseudogobiopsis tigrellus ist im Flusssystem des Mamberamo River in Westneuguinea endemisch. Die Art bewohnt kleine, klare, relativ schnellfließende Regenwaldbäche. Die Fische wurden stets von der Hauptströmung entfernt entlang der Ränder von kleinen Tümpeln in 10 Zentimeter Tiefe beobachtet. In der Regel halten sie sich einzeln oder in lockeren Gruppen von zwei bis vier Tieren im Sand oder am Felsgrund auf.

## Status und Systematik
Die IUCN stuft die Art in die Kategorie „unzureichende Datenlage“ (data deficient) ein. Sie war lange nur von den zehn Typusexemplaren aus dem Jahre 1939 bekannt, bevor sie im Jahre 2000 wiederentdeckt wurde. Im Jahre 2009 wurde eine Klassifizierung von der Gattung Gobius in die Gattung Pseudogobiopsis vorgenommen.